# Veress Gabriella (képzőművész)
Veress Gabriella, születési nevén Veress Ildikó Gabriella (Debrecen, 1967. december 1. –) magyar képzőművész, közgazdász, a Ver-Deco Művészeti és Alkotó Kör Egyesület elnöke.
Jótékonysági eseményeket, rendezvényeket, koncerteket szervez.

## Iskolai végzettsége
- Pénzügyi és Számviteli Főiskola
- Nyíregyházi Főiskola, szociális munkás
- Gyógypedagógus

## Megjelent kiadványai
- A decoupage varázslatos világa. Könyvkiadó: T-Jet nyomda. Közreműködő: Harsányi Levente (előszó). 2017.
- Lelkem zsongása. Versek zenei aláfestéssel. Németh Nyiba Sándor, a Magyar Kultúra Lovagja tolmácsolásában és kiadásában, CD-n. 2018.

## Díjai, kitüntetései, elismerései
- 2014. Magyar Toleranciadíj
- 2017. Nők a Pályán Emlékérem
- 2018. Római Sas Birodalma Lovagrend Quaestora
- 2018. Osztrák–Magyar Társaság Jubileumi Aranyérem Kitüntetés
- 2019. Jeruzsálemi Oroszlános Rend Magistrája
- 2019. Davido Art Alkotói Nívódíj
- 2020. Magyar Jótékonysági Díj
- 2022. Magyar Esélyegyenlőségi Díj Nagydíj fokozat